# Mecz piłkarski Brazylia – Polska (1938)

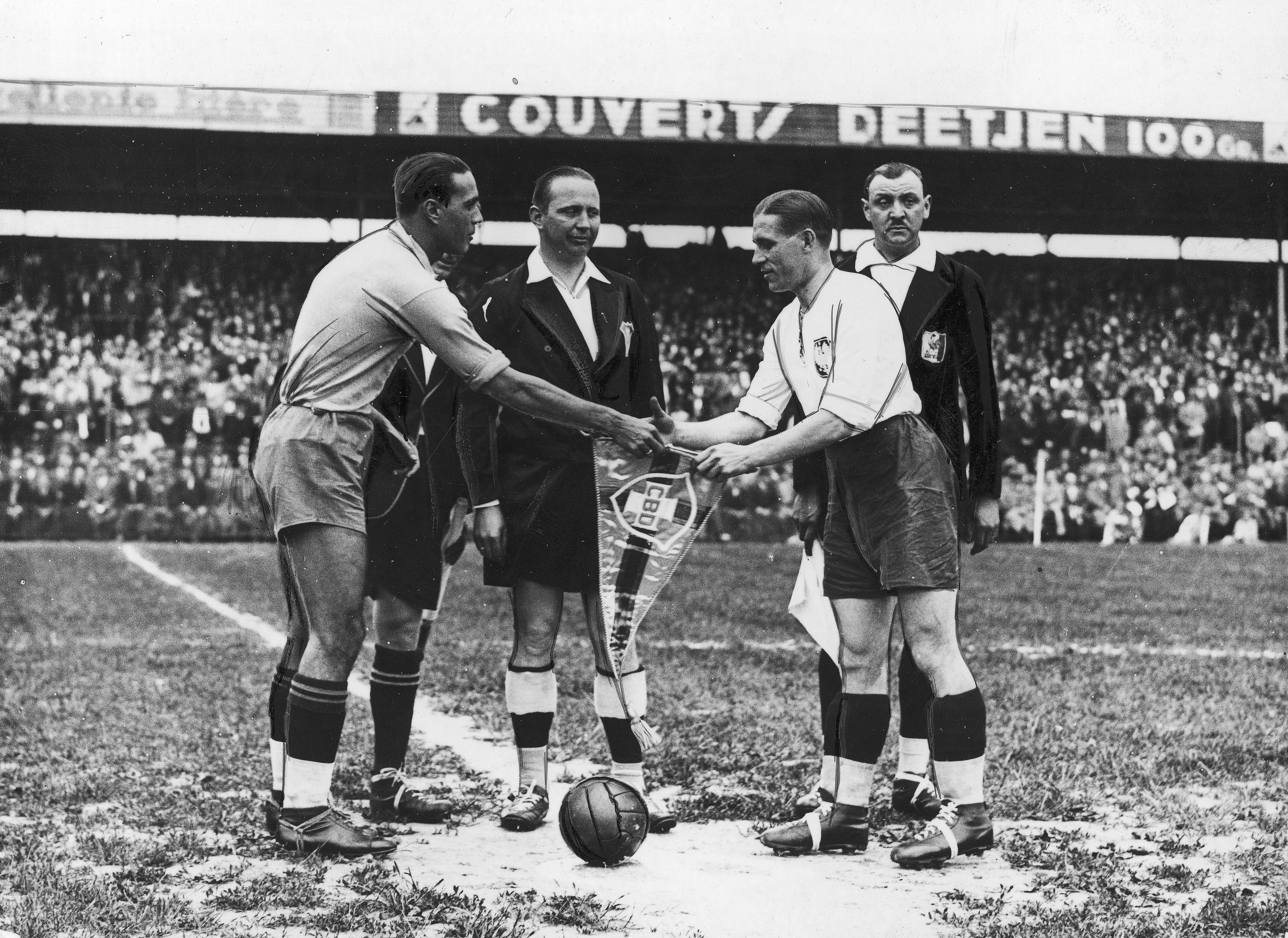
Przywitanie kapitanów Martima i Szczepaniaka

Mecz Brazylia – Polska na MŚ 1938 był debiutem reprezentacji Polski na mistrzostwach świata w piłce nożnej. 
Przeciwnikiem Polaków była Brazylia. Selekcjoner Józef Kałuża i trener Marian Spoida zdecydowali, że na mistrzostwa pojadą ci sami zawodnicy, którzy pokonali w eliminacjach reprezentację Jugosławii. Jedyną zmianą był wyjazd na mundial Fryderyka Scherfke z Warty Poznań, który zastąpił kontuzjowanego Jerzego Wostala z AKS-u Chorzów.

## Reprezentacja Polski

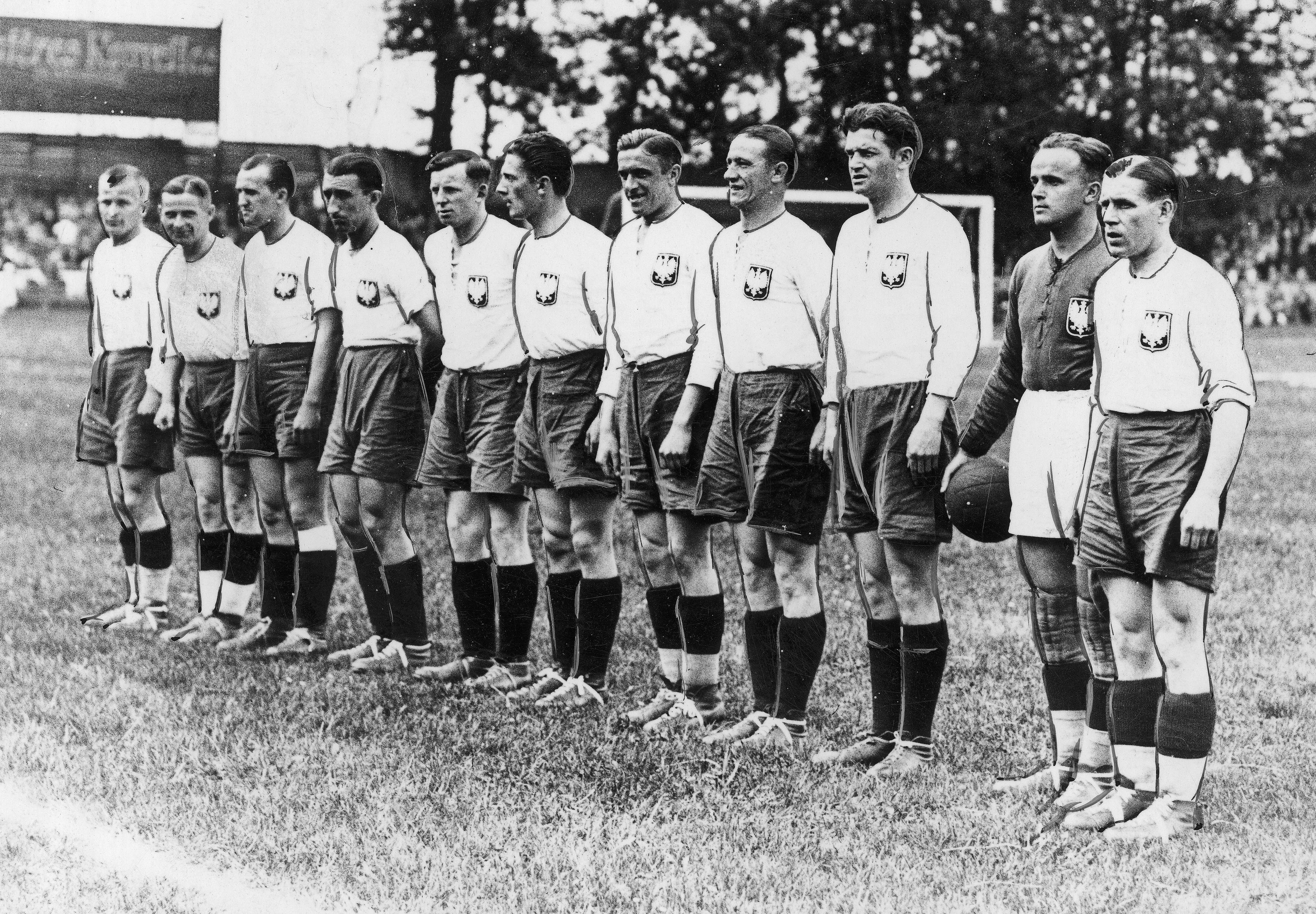
Reprezentacja Polski przed meczem

Piętnastu zawodników, którzy pojechali do Francji, reprezentowało 9 różnych klubów: 
- 4 – Ruch Chorzów (bramkarz Walter Brom, obrońca Edmund Giemsa, napastnicy Ernest Wilimowski i Gerard Wodarz),
- 2 – Naprzód Lipiny (pomocnik Wilhelm Piec i jego brat Ryszard grający na pozycji napastnika),
- 2 – Polonię Warszawa (obrońca Władysław Szczepaniak i pomocnik Erwin Nyc),
- 1 – AKS Chorzów (napastnik Leonard Piątek),
- 1 – Cracovię (pomocnik Wilhelm Góra),
- 1 – Dąb Katowice (pomocnik Ewald Dytko),
- 1 – ŁKS Łódź (obrońca Antoni Gałecki),
- 1 – Warszawiankę (napastnik Stanisław Baran),
- 1 – Wartę Poznań (napastnik Fryderyk Scherfke).

Dodatkowo Edward Madejski w trakcie mistrzostw nie był przynależny do żadnego klubu.
Walter Brom i Stanisław Baran byli powołani na mistrzostwa, pomimo tego, że nigdy wcześniej nie przywdziewali „biało-czerwonej” koszulki. Stanisław Baran zagrał swój pierwszy mecz tuż przed wybuchem II wojny światowej, natomiast Walter Brom dopiero po zakończeniu wojny, w 1947 roku.
Wśród zawodników, którzy ze względów finansowych pozostali w kraju, dwóch było zawodnikami Warty (Kazimierz Lis i Edmund Twórz), dwóch Wisły Kraków (Antoni Łyko i Bolesław Habowski), po jednym Cracovii (Józef Korbas), Pogoni Lwów (Jan Wasiewicz) i Śląska Świętochłowice (Ewald Cebula).

## Przebieg spotkania

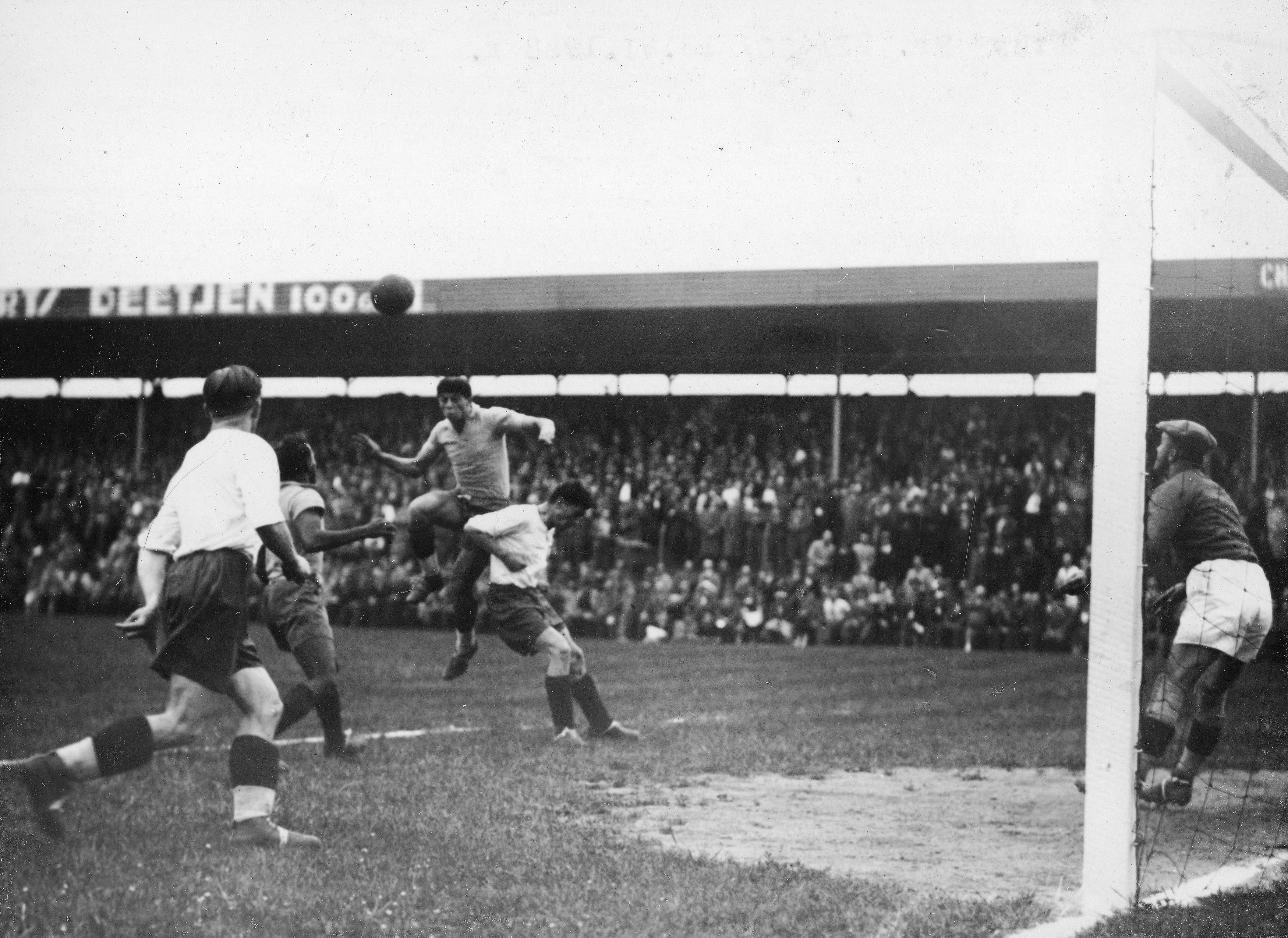
Perácio zdobywa bramkę na 3:1

### Pierwsza połowa
5 czerwca o godzinie 17:30 szwedzki sędzia Ivan Eklind gwizdnął po raz pierwszy. Na Stade de la Meinau zasiadało około 13,5 tysiąca widzów, w tym około 1000 Polaków, głównie emigrantów. Pierwszą bramkę w 18. minucie zdobył Leônidas silnym strzałem z pola karnego w samo okienko. Po pięciu minutach Ernest Wilimowski przedryblował obrońców brazylijskich, wpadł w pole karne, a tam został nieprzepisowo powstrzymany przez Algisto Lorenzato, znanego pod pseudonimem Batatais. Do jedenastki podszedł Fryderyk Scherfke i pokonał bramkarza z Brazylii. Była to historyczna pierwsza bramka Polaków na mistrzostwach świata. Do przerwy padły jeszcze 2 bramki (strzelone przez Romeu i Perácio).

### Druga połowa
Po pierwszej połowie Polacy byli cofnięci do defensywy, jednak niedługo po rozpoczęciu drugiej połowy zaczął padać deszcz. W 53. i 59. minucie Ernest Wilimowski pokonał Batataisa, doprowadzając do wyniku remisowego 3:3. W 71. minucie Edwarda Madejskiego pokonał Perácio. Kiedy już się wydawało, że drużyna z Ameryki Południowej zakończy ten mecz zwycięstwem, bramkę na minutę przed końcem spotkania strzelił Wilimowski, co doprowadziło do dogrywki.

### Dogrywka
Od samego początku dogrywki Brazylijczycy ruszyli na bramkę Edwarda Madejskiego. Dwie bramki w pierwszej części dogrywki zdobył Leônidas. Polskiego bramkarza pokonał kolejno w 93. i 104. minucie. W 118. minucie bramkę kontaktową strzelił ponownie Ernest Wilimowski. „Biało-Czerwoni” mieli jeszcze dwie szanse na bramkę. Najpierw niecelnie z rzutu wolnego uderzył Gerard Wodarz, a chwilę później Erwin Nyc trafił w poprzeczkę. Ostatecznie Polacy przegrali mecz 5:6.

### Szczegóły meczu
| 5 czerwca 1938 17:30 | · Brazylia · Leônidas 18', 93', 104' · Romeu Pellicciari 25' · José Perácio 44', 71' | 6:5 d.(3:1, 4:4)Raport | · Polska · 23' (k) Fryderyk Scherfke · 53', 59', 89', 118' Ernest Wilimowski | Stade de la Meinau, Strasburg Widzów: 13 452 Sędzia: Ivan Eklind |
|                      |                                                                                      |                        |                                                                              |                                                                  |

|  |  |

| Brazylia:       |  |                               |
|                 |  |                               |
| BR              |  | Algisto Lorenzato             |
| OB              |  | Domingos da Guia              |
| OB              |  | Artur Machado                 |
| PO              |  | Afonsinho                     |
| PO              |  | Martim Mércio da Silveira (k) |
| PO              |  | Zezé Procópio                 |
| NA              |  | Hércules de Miranda           |
| NA              |  | José Perácio                  |
| NA              |  | Leônidas                      |
| NA              |  | Romeu Pellicciari             |
| NA              |  | José dos Santos Lopes         |
| Rezerwowi:      |  |                               |
| BR              |  | Walter de Souza Goulart       |
| OB              |  | Euclydes Barbosa              |
| PO              |  | Argemiro                      |
| PO              |  | José Augusto Brandão          |
| PO              |  | Britto                        |
| NA              |  | Luís Mesquita de Oliveira     |
| NA              |  | Álvaro Lopes Cançado          |
| NA              |  | Niginho                       |
| NA              |  | Patesko                       |
| NA              |  | Roberto Emílio da Cunha       |
| NA              |  | Elba de Pádua Lima            |
| Trener:         |  |                               |
| Adhemar Pimenta |  |                               |

| Polska:       |  |                           |
|               |  |                           |
| BR            |  | Edward Madejski           |
| OB            |  | Władysław Szczepaniak (k) |
| OB            |  | Antoni Gałecki            |
| PO            |  | Wilhelm Góra              |
| PO            |  | Erwin Nyc                 |
| PO            |  | Ewald Dytko               |
| NA            |  | Ryszard Piec              |
| NA            |  | Leonard Piątek            |
| NA            |  | Fryderyk Scherfke         |
| NA            |  | Ernest Wilimowski         |
| NA            |  | Gerard Wodarz             |
| Rezerwowi:    |  |                           |
| BR            |  | Walter Brom               |
| OB            |  | Edmund Giemsa             |
| PO            |  | Wilhelm Piec              |
| NA            |  | Stanisław Baran           |
| Selekcjoner:  |  |                           |
| Józef Kałuża  |  |                           |
| Trener:       |  |                           |
| Marian Spoida |  |                           |

| - Sędzia: - Ivan Eklind - Asystenci: - Louis Poissant - Ernest Kissenberger |

Nigdy w historii polskiego futbolu nie zdarzyła się sytuacja, by po czterech bramkach jednego zawodnika w meczu (Ernest Wilimowski) reprezentacja nie wygrała spotkania. Walter Brom był natomiast najmłodszym bramkarzem w historii powołanym na mundial (17 lat i 4 miesiące).